# Bisztynek (gemeente)
De gemeente Bisztynek is een stad- en landgemeente in het Poolse woiwodschap Ermland-Mazurië, in powiat Bartoszycki.
De zetel van de gemeente is in Bisztynek.
Op 30 juni 2004 telde de gemeente 6861 inwoners.

## Oppervlakte gegevens
In 2002 bedroeg de totale oppervlakte van gemeente Bisztynek 203,55 km², waarvan:
- agrarisch gebied: 80%
- bossen: 10%

De gemeente beslaat 15,56% van de totale oppervlakte van de powiat.

## Demografie
Stand op 30 juni 2004:
| Omschrijving                   | Totaal | Totaal | Vrouwen | Vrouwen | Mannen | Mannen |
| ------------------------------ | ------ | ------ | ------- | ------- | ------ | ------ |
| eenheid                        | aantal | %      | aantal  | %       | aantal | %      |
| inwoners                       | 6861   | 100    | 3485    | 50,8    | 3376   | 49,2   |
| bevolkingsdichtheid (inw./km²) | 33,7   | 33,7   | 17,1    | 17,1    | 16,6   | 16,6   |

In 2002 bedroeg het gemiddelde inkomen per inwoner 1638,29 zł.

## Administratieve plaatsen (sołectwo)
Bisztynek-Kolonia, Dąbrowa, Grzęda, Księżno, Lądek, Łędławki, Nowa Wieś Reszelska, Paluzy, Pleśno, Prosity, Sątopy, Sułowo, Troksy, Troszkowo, Unikowo, Warmiany, Wojkowo, Wozławki.

## Overige plaatsen
Biegonity, Janowiec, Kokoszewo, Krzewina, Łabławki, Mołdyty, Niski Młyn, Nisko, Pleśnik, Swędrówka, Sątopy-Samulewo, Winiec.

## Aangrenzende gemeenten
Bartoszyce, Jeziorany, Kiwity, Kolno, Korsze, Reszel